# Сеялка

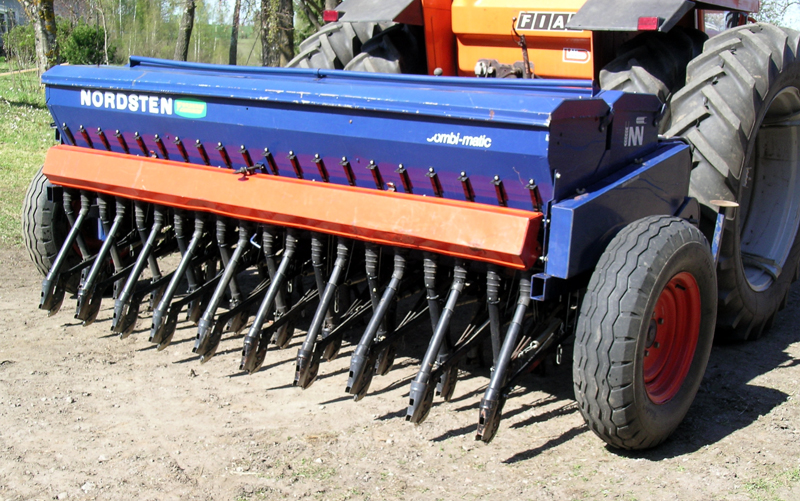
Современная сеялка

Сеялка — машина для посева семян в почву. Приводилось в действие конной тягой, а сейчас с помощью трактора.
До изобретения сеялки основным методом посева было разбрасывание семян руками. Ручное разбрасывание семян всегда было самой ответственной работой в поле, требовало повышенного внимания и сноровки, её доверяли только взрослым мужчинам. Равномерность распределения семян по-горизонтали зависела только от опыта сеятеля. После разброса семян по поверхности их нужно было заделать в землю бороной. Это приводило к неравномерной глубине заделки и сказывалось на урожае. Из-за низкой продуктивности сеятеля, неравномерной глубины заделки, и требования к опыту сеятеля этот метод с появлением механических сеялок ушёл в историю.

## Устройство и виды сеялок

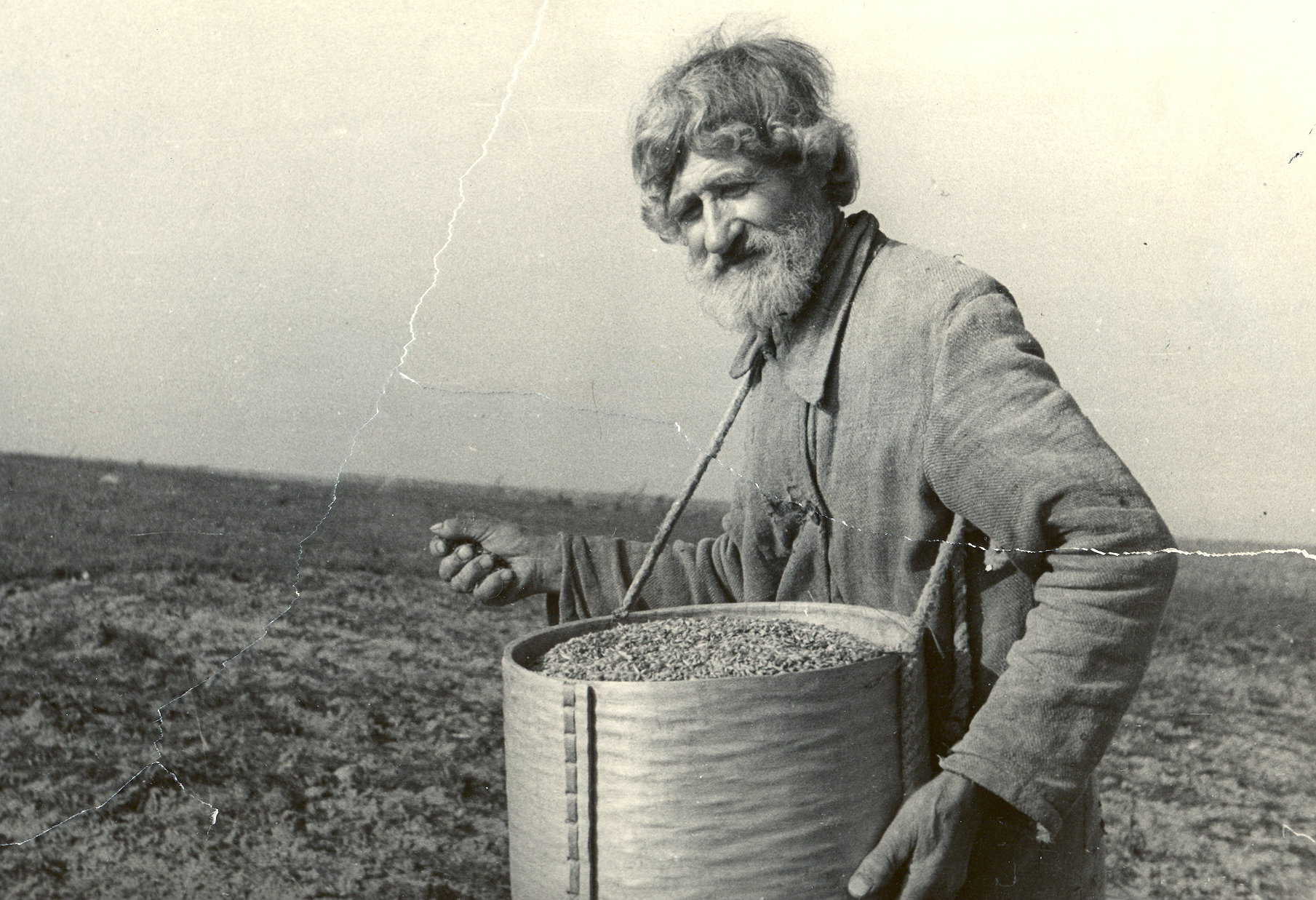
Ручная сеялка-сито. Россия, начало XX века

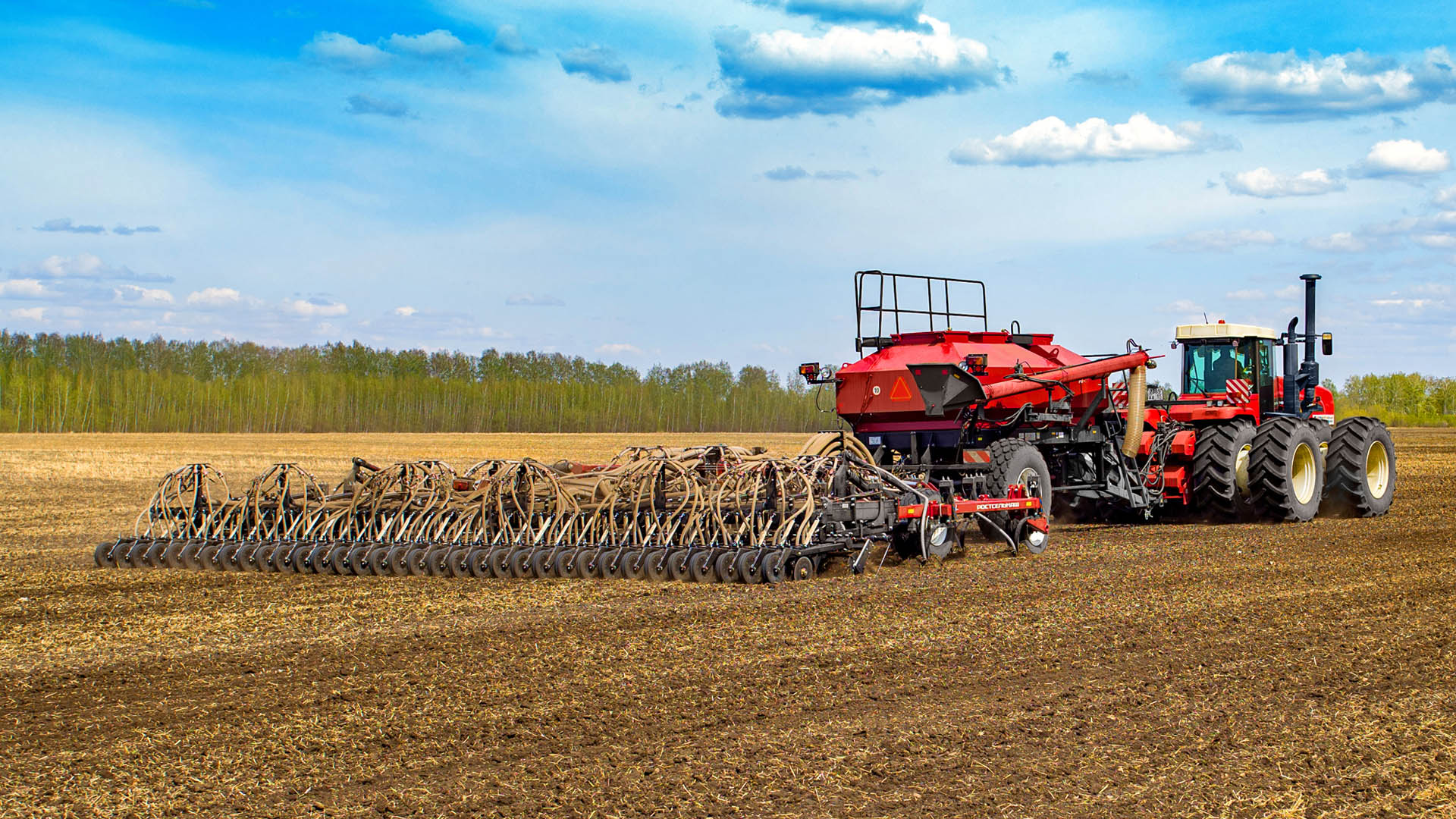
Посевной комплекс SH производства Ростсельмаш (сеялка-культиватор)

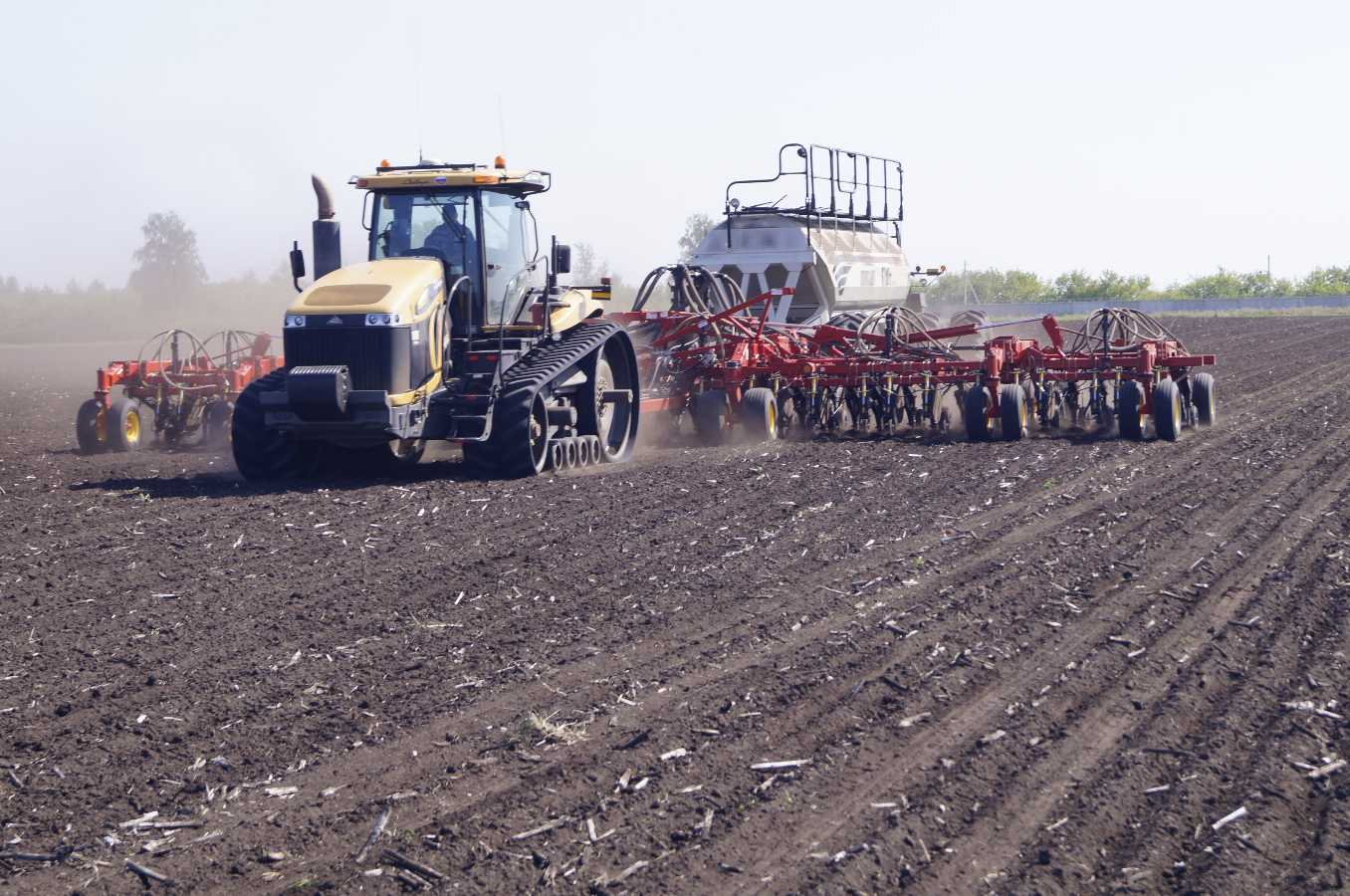
Гусеничный трактор Challenger MT855C и сеялка Bourgault. Башкортостан

По способу посева сеялки разделяют на:
- рядовые — для посева семян сплошным рядовым, узкорядным, широкорядным и ленточным способами;
- квадратно-гнездовые — для заделки группы (гнёзд) семян в вершины квадратов (или прямоугольников);
- гнездовые — для размещения гнёзд семян в рядках;
- пунктирные или однозерновые — для широкорядного посева и размещения семян в ряду на одинаковом расстоянии одно от другого;
- разбросные — для рассева семян и удобрений (например, семян трав при улучшении естественных кормовых угодий) по поверхности поля.

Различают сеялки универсальные и специальные. Универсальные сеялки применяют для высева семян различных культур (например, зерновыми и зернотравными сеялками можно высевать семена зерновых, бобовых и масличных культур, семена трав, лубяных культур и др.). Специальные сеялки (свекловичные, хлопковые, кукурузные, овощные и др.) рассчитаны на высев семян одной или ограниченного числа культур. Сеялки, оборудованные туковысевающими аппаратами для внесения в почву минеральных удобрений, называются комбинированными. По роду тяги сеялки делят на тракторные (навесные и прицепные), конные и ручные. Сейчас промышленность выпускает только тракторные сеялки.
Каждая сеялка имеет:
- 1—2 ящика или несколько отдельных банок для семян;
- высевающие аппараты, равномерно подающие семена из ящика (или банок) в семяпроводы;
- сошники, образующие в почве бороздки, в которые поступают семена;
- заделывающие органы, засыпающие бороздки почвой и выравнивающие поверхность поля.

В ящиках некоторых сеялок размещают ворошилки, разрушающие своды семян и способствующие лучшему их поступлению к высевающим аппаратам. У разбросных сеялок за высевающими аппаратами укрепляют распределительную доску, с которой семена равномерно падают на поверхность поля. Рабочие органы (высевающие аппараты, ворошилки) получают вращение от приводного (у навесных) или опорно-приводных (у прицепных) колёс при помощи цепочных и шестерёнчатых передач.

В России для высева семян сельскохозяйственных культур используют также плуг-сеялку, сеялку-культиватор, лущильник-сеялку. Плуг-сеялка, оборудованный плужными корпусами, семенным ящиком с высевающими аппаратами и семяпроводами, одновременно со вспашкой высевает семена в борозды, образованные корпусами. Заделываются семена пластами почвы, отваливаемыми теми же корпусами. Сеялка-культиватор предназначена для работы на почвах, обработанных безотвальными орудиями. Ею можно также высевать семена в необработанную почву по стерне. Одновременно с посевом она рыхлит почву, подрезает сорняки, вносит в рядки минеральные удобрения и прикатывает засеянные рядки. Лущильник-сеялка имеет лущильные диски и катушечные высевающие аппараты с семяпроводами. Семена, высеваемые аппаратами, по семяпроводам поступают в бороздки, образованные дисками, и засыпаются почвой.

## История

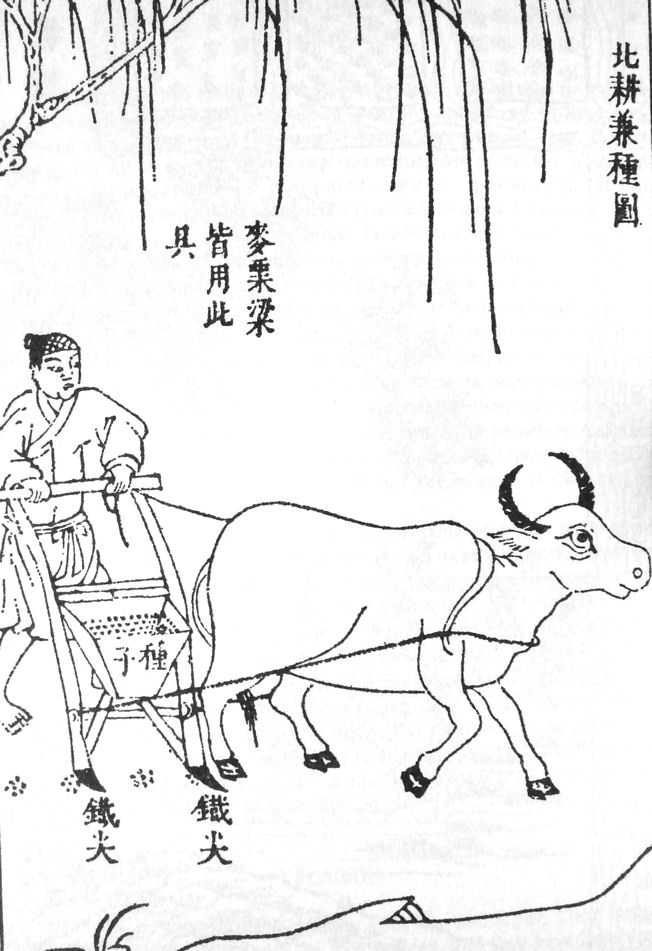
Китайская сеялка с двумя семяпроводами. Опубликовано Сун Инсином в энциклопедии Тяньгун Кайу в 1637 году

Шумеры использовали примитивные сеялки с одним семяпроводом около 1500 гг. до н. э., но это изобретение не достигло Европы. Железная сеялка с несколькими семяпроводами была изобретена китайцами во II веке до нашей эры. Эта сеялка дала возможность Китаю создать эффективную систему производства продуктов питания, которая позволяет кормить большое население страны в течение тысячелетий. Существует гипотеза о том, что сеялка появилась в Европе благодаря контактам с Китаем.
Первая известная европейская сеялка была сделана Камилло Торелло и запатентована венецианским сенатом в 1566 году. Подробное описание было сделано Тадео Кавалиной в Болонье в 1602 году. В Англии сеялка была доработана Джетро Таллом в 1701 году в ходе британской сельскохозяйственной революции. Однако первые его сеялки были дорогостоящими и ненадежными. Широкое применение сеялок в Европе началось только в середине XIX века.
Со временем сеялки усовершенствовались и усложнялись, но технология оставалась по сути та же. Первые сеялки были небольшими, в расчёте на тягу одной лошади, но появление паровых, а затем бензиновых тракторов позволило применять более эффективные сеялки, которые дали возможность фермерам высевать семена в течение одного дня.